# 蓝灰泽蟹
蓝灰泽蟹（学名：Geothelphusa caesia）为溪蟹科泽蟹属的动物。分布于臺灣等地，常见于溪流的洞穴中。